# Vickers .50
Vickers .50 е голямокалибрена картечница, версия на английската тежка картечница „Vickers“ за патрон 12,7 × 81 mm.

## Разновидности
- Mark I – прототип.
- Mark II – приет на въоръжение през 1933 г. Поставян е на някои танкове.

- Mark III – морска версия, използвана като зенитна картечница на корабите на кралския военноморски флот. Като правило е четиристволна. Зенитката се оказва недостатъчно мощна против изцяло металните самолети и още по време на войната е заменяна с 20 mm оръдие Oerlikon.[2] Четиристволната установка има скорострелност 200 патрона на ствол с максимален темп на стрелба от 700 изстрела в минута на установка. Четиристволното оръжие позволява създаването на стена от огън с 18,3 m широчина и 15,24 m височина, на височина от 915 m.[2]
- Mark IV и Mark V – подобрени варианти, които се монтират на гън траковете и се използват от британските войски в Северноафриканската кампания. По-късно те са сменени с 15 mm версия на картечницата BESA (15×104 mm) в бойните бронирани машини.[2]